# Hirtodrosophila miniserrata
Hirtodrosophila miniserrata är en tvåvingeart som först beskrevs av Toyohi Okada 1991.  Hirtodrosophila miniserrata ingår i släktet Hirtodrosophila och familjen daggflugor. Inga underarter finns listade i Catalogue of Life.